# Estadio Jorge Ismael de Biasi
El Estadio Doutor Jorge Ismael de Biasi también conocido por su apodo Jorjão es un estadio de fútbol ubicado en la ciudad de Novo Horizonte, en el estado de São Paulo, Brasil. El estadio inaugurado el 22 de marzo de 1987 recibe los juegos del Grêmio Novorizontino que disputa el Campeonato Paulista y el Campeonato Brasileño de Serie B. El estadio posee una capacidad para 16.000 personas.
El estadio es propiedad del Ayuntamiento de Novo Horizonte y rinde homenaje al Dr. Jorge Ismael de Biasi, que construyó el estadio con recursos propios, que es una postal de Novo Horizonte y de  la región.
El partido inaugural se jugó el 22 de marzo de 1987, cuando Grêmio Novorizontino cayó derrotado por Internacional de Limeira por 0-1.
La asistencia récord al estadio fue de 22.951 personas el 22 de agosto de 1990, en la disputa de la final de ida del Campeonato Paulista de 1990, partido que finalizó en empate 1-1 entre Grêmio Esportivo Novorizontino y Bragantino.